# Laura Granados
Laura María Granados Páez, conocida artísticamente como Laura Granados (La Línea de la Concepción, Cádiz; 11 de agosto de 1966), es una compositora, pianista y cantautora española.

## Trayectoria artística
Estudia piano y en 1990 se traslada a Madrid y se interesa por la canción de autor, actuando en las salas de conciertos dedicadas al género en la capital. Ganó el concurso televisivo "Mañana serán estrellas" de Telecinco con su tema Canela y miel y fue la pianista del programa "Saber vivir" de TVE. Entre 1995 y 1999 forma el dúo "Venakapaka" con el cantautor Juan Antonio Muriel, grabaron un EP con cinco canciones.
En 2007 Granados grabó su primer disco producido por Paco Ortega: Laura Granados, su primer sencillo fue No me dejes sola. Granados colaboró en discos colectivos como  “Secuestrados y Malditos” y “Libertad 8”, y escribe para otros artistas (Pasión Vega, Son de Sol, Silvya Pantoja, Maita Vende Ca...) En 2013 grabó el disco 8 voces y un destino, en el que interpretó algunos de sus temas a dúo con artistas como Carmen París, Tontxu, Toni Zenet, Inma Serrano, Javier Ruibal, Juan Antonio Muriel o Muerdo.
En 2019 realizó un homenaje a Mercedes Sosa, una década después de su fallecimiento: Diez años sin La Negra. Durante la pandemia de Covid-19 compuso un tema en homenaje a los mayores fallecidos: Sin primavera. En 2021 para conmemorar el 8 de marzo, Día Internacional de la Mujer Trabajadora, realiza un recital y vídeo junto a la escritora Silvia Cuevas Morales.

## Discografía
- Laura Granados (2007)
- 8 voces y un destino (2013)
- Lo que el viento no se llevó (2025)